# Farid Díaz
Farid Alfonso Díaz Rhenals (* 20. července 1983) je bývalý kolumbijský profesionální fotbalista, který hrál na pozici levého obránce.

## Kariéra
Díaz debutoval na mezinárodní scéně 9. května 2007 proti Panamě. V květnu 2018 byl jmenován do předběžného týmu pro Mistrovství světa ve fotbale 2018. Ačkoli zpočátku nebyl vybrán do finálního týmu, později byl povolán jako náhrada za zraněného Franka Fabru.

## Statistiky

### Klubové
Platí k zápasu hranému 4. června 2016.
| Klubové statistiky | Klubové statistiky | Klubové statistiky  | Liga   | Liga | Národní pohár | Národní pohár | Kontinentální | Kontinentální | Celkově | Celkově |
| Sezóna             | Klub               | Liga                | Zápasy | Góly | Zápasy        | Góly          | Zápasy        | Góly          | Zápasy  | Góly    |
| ------------------ | ------------------ | ------------------- | ------ | ---- | ------------- | ------------- | ------------- | ------------- | ------- | ------- |
| 2012               | Atlético Nacional  | Categoría Primera A | 28     | 0    | 14            | 0             | 7             | 0             | 49      | 0       |
| 2013               | Atlético Nacional  | Categoría Primera A | 40     | 0    | 13            | 0             | 6             | 0             | 59      | 0       |
| 2014               | Atlético Nacional  | Categoría Primera A | 28     | 1    | 10            | 0             | 20            | 0             | 58      | 1       |
| 2015               | Atlético Nacional  | Categoría Primera A | 41     | 0    | 3             | 0             | 5             | 0             | 49      | 0       |
| 2016               | Atlético Nacional  | Categoría Primera A | 8      | 0    | 2             | 0             | 23            | 0             | 33      | 0       |
| Celkově v kariéře  | Celkově v kariéře  | Celkově v kariéře   | 145    | 1    | 42            | 0             | 61            | 0             | 243     | 0       |

## Úspěchy
Olimpia
- Primera División: 2018 Apertura

Atlético Nacional
- Pohár osvoboditelů: 2016
- Categoría Primera A: 2013-I, 2013-II, 2014-I, 2015-II, 2017-I
- Copa Colombia: 2012, 2013, 2016
- Superliga de Colombia: 2012, 2016

Envigado
- Categoría Primera B: 2007

Kolumbie
- Třetí místo na Copa América: 2016